# 大愛晚成
《大愛晚成》（英語：Laggies，英國上映名為Say When）是一部2014年的美國愛情喜劇電影，由琳恩·薛爾頓執導，Andrea Seigel編劇。主演是姬拉·麗莉、嘉兒·莫蕊茲、山姆·洛克威爾、凯特琳·德弗、傑夫·格爾林、埃莉·肯珀和馬克·韋柏。本片於2014年1月17日在2014年辛丹斯電影節上首映。

## 演員
- 姬拉·麗莉 飾 Megan Birch
  - Larissa Schmitz 飾 年輕的Megan Birch
- 嘉兒·莫蕊茲 飾 Annika Hunter
- 山姆·洛克威爾 飾 Craig Hunter
- 埃莉·肯珀 飾 Allison
  - Sarah Lynn Wright 飾 年輕的Allison
- 馬克·韋柏（英语：Mark Webber (actor)） 飾 Anthony
  - Phillip Abraham 飾 年輕的Anthony
- 凯特琳·德弗 飾 Misty
- 提耶·史卡爾（英语：Tiya Sircar） 飾 Zareena
- 珂茜·莫爾 飾 Bethany
- 傑夫·格爾林 飾 Mr. Birch
- Sara Coates 飾 Savannah
  - Rocki DuCharme 飾 年輕的Savannah
- 路易·霍布森（英语：Louis Hobson） 飾 Theo
- Kirsten deLohr Helland 飾 Danielle
  - Maura Lindsay 飾 年輕的Danielle
- 丹尼爾·佐瓦托（英语：Daniel Zovatto） 飾 Junior

## 外部連結
- 互联网电影数据库（IMDb）上《Laggies》的资料（英文）
- Box Office Mojo上《Laggies》的資料（英文）
- 爛番茄上《Laggies》的資料（英文）
- Metacritic上《Laggies》的資料（英文）